# Fischerininae
Fischerininae es una subfamilia de foraminíferos bentónicos de la familia Fischerinidae, de la superfamilia Nubecularioidea, del suborden Miliolina y del orden Miliolida. Su rango cronoestratigráfico abarca desde el Jurásico medio hasta la Actualidad.

## Discusión
Clasificaciones previas incluían a Fischerininae en la superfamilia Cornuspiroidea.

## Clasificación
Fischerininae incluye a los siguientes géneros:
- Dolosella †
- Fischerina
- Planispirina
- Planispirinella
- Subfischerina
- Trisegmentina